# Maytenus itatiaiae
Maytenus itatiaiae är en benvedsväxtart som beskrevs av Heinrich Wawra von Fernsee. Maytenus itatiaiae ingår i släktet Maytenus och familjen Celastraceae. Inga underarter finns listade.